# Джон Седрі
Джон Седрі (англ. John Sadri; нар. 19 вересня 1956) — колишній американський тенісист.
Найвищу одиночну позицію світового рейтингу — 14 місце досяг 29 вересня 1980, парну — 12 місце — 13 грудня 1982 року.
Здобув 2 одиночні та 3 парні титули.
Найвищим досягненням на турнірах Великого шолома були фінали в одиночному та парному розрядах.
Завершив кар'єру 1987 року.

## Фінали турнірів Великого шолома

### Одиночний розряд (1 поразка)
| Результат | Рік  | Турнір                                 | Покриття | Суперник       | Рахунок            |
| --------- | ---- | -------------------------------------- | -------- | -------------- | ------------------ |
| Поразка   | 1979 | Відкритий чемпіонат Австралії з тенісу | Трава    | Гільєрмо Вілас | 6–7(5–7), 3–6, 2–6 |

## Часова шкала результатів на турнірах Великого шлему
| W | Ф | ПФ | ЧФ | #Р | КТ | К# | DNQ | A | NH |

### Одиночний розряд
| Турнір                                 | 1978  | 1979  | 1980  | 1981  | 1982  | 1983  | 1984  | 1985  | 1986  | 1987  | SR     |
| -------------------------------------- | ----- | ----- | ----- | ----- | ----- | ----- | ----- | ----- | ----- | ----- | ------ |
| Відкритий чемпіонат Австралії з тенісу | 3р    | Ф     | ЧФ    | 1р    | 4р    | 2р    | 4р    | 3р    | NH    | 1р    | 0 / 9  |
| Відкритий чемпіонат Франції з тенісу   |       |       | 1р    |       |       |       |       |       |       |       | 0 / 1  |
| Вімблдонський турнір                   |       | 3р    | 2р    | 3р    | 1р    | 1р    | ЧФ    | 2р    | 3р    | 2р    | 0 / 9  |
| Відкритий чемпіонат США з тенісу       | 3р    | 2р    | 2р    | 1р    | 1р    | 2р    | 1р    | 1р    | 2р    |       | 0 / 9  |
| Strike rate                            | 0 / 2 | 0 / 3 | 0 / 4 | 0 / 3 | 0 / 3 | 0 / 3 | 0 / 3 | 0 / 3 | 0 / 2 | 0 / 2 | 0 / 28 |

## Фінали за кар'єру

### Одиночний розряд (2–3)
| Результат | W/L | Дата     | Турнір                                           | Покриття  | Суперник       | Рахунок                 |
| --------- | --- | -------- | ------------------------------------------------ | --------- | -------------- | ----------------------- |
| Поразка   | 0–1 | Гру 1979 | Відкритий чемпіонат Австралії з тенісу, Мельбурн | Трава     | Гільєрмо Вілас | 6–7(4–7), 3–6, 2–6      |
| Перемога  | 1–1 | Січ 1980 | Окленд, Нова Зеландія                            | Тверде    | Тім Вілкінсон  | 6–4, 3–6, 6–3, 6–4      |
| Поразка   | 1–2 | Бер 1981 | Денвер, США                                      | Килим (i) | Джін Меєр      | 4–6, 4–6                |
| Поразка   | 1–3 | Січ 1982 | Мехіко, Мексика                                  | Килим (i) | Томаш Шмід     | 6–3, 6–7, 6–4, 6–7, 2–6 |
| Перемога  | 2–3 | Лют 1982 | Денвер, США                                      | Килим (i) | Андрес Гомес   | 4–6, 6–1, 6–4           |

### Парний розряд (3–6)
| Результат | W/L | Дата     | Турнір                                           | Покриття  | Партнер                | Суперники                                   | Рахунок       |
| --------- | --- | -------- | ------------------------------------------------ | --------- | ---------------------- | ------------------------------------------- | ------------- |
| Поразка   | 0–1 | Сер 1979 | Норт-Конвей, США                                 | Ґрунт     | Тім Вілкінсон          | Йон Ціріак Гільєрмо Вілас                   | 4–6, 6–7      |
| Поразка   | 0–2 | Січ 1980 | Окленд, Нова Зеландія                            | Тверде    | Тім Вілкінсон          | Петер Фейгль Род Фролі                      | 2–6, 5–7      |
| Перемога  | 1–2 | Чер 1980 | Манчестер, Велика Британія                       | Трава     | Тім Вілкінсон          | Денніс Ролстрон Роско Теннер                | 6–3, 6–4      |
| Поразка   | 1–3 | Жов 1980 | Melbourne Indoor, Австралія                      | Килим (i) | Тім Вілкінсон          | Фріц Бунінг Ферді Тейган                    | 1–6, 2–6      |
| Поразка   | 1–4 | Гру 1981 | Сідней, Австралія                                | Трава     | Генк Пфістер           | Пітер Макнамара Пол Макнамі                 | 7–6, 6–7, 6–7 |
| Поразка   | 1–5 | Гру 1981 | Відкритий чемпіонат Австралії з тенісу, Мельбурн | Трава     | Генк Пфістер           | Марк Едмондсон Кім Ворвік                   | 3–6, 7–6, 3–6 |
| Перемога  | 2–5 | Лип 1982 | Ньюпорт, США                                     | Трава     | Енді Ендрюс (тенісист) | Сід Болл Род Фролі                          | 3–6, 7–6, 7–5 |
| Перемога  | 3–5 | Сер 1982 | Стоу, США                                        | Тверде    | Енді Ендрюс            | Майк Фішбах Ерік Фромм                      | 6–3, 6–4      |
| Поразка   | 3–6 | Гру 1982 | Відкритий чемпіонат Австралії з тенісу, Мельбурн | Трава     | Енді Ендрюс (тенісист) | Джон Александер Джон Фіцджеральд (тенісист) | 4–6, 6–7      |